# داني تشن
داني تشن (بالصينية: 陳國坤) (و. 1975 – م) هو ممثل، ومصمم رقص، من جمهورية الصين الشعبية، ولد في هونغ كونغ.

## أعمال شارك بها
- فيلم كرة قدم الشاولين 2002

2002 Shaolin Soccer
- مسلسل اسطورة بروس لي 2008

the Legend of Bruce Lee Series 2008
- فيلم ايب مان 2016

ip Man 2016

## وصلات خارجية
- داني تشن على موقع IMDb (الإنجليزية)
- داني تشن على موقع ألو سيني (الفرنسية)
- داني تشن على موقع قاعدة بيانات الفيلم (الإنجليزية)